# Ramaria botrytis (burete)
 Ramaria botrytis (Christian Hendrik Persoon ex Adalbert Ricken, 1918), sin. Clavaria botrytis Christian Hendrik Persoon, 1797), din încrengătura Basidiomycota în familia Gomphaceae și de genul Ramaria, denumită în popor între altele brânca ursului, bureți boierești, bureți crețoși, bureți cu tufa, pieptul găinii sau rămurea, este o ciupercă comestibilă care coabitează, fiind un simbiont micoriza (formează micorize pe rădăcinile arborilor), având și însușiri ale încrengăturii Ascomycota. În România, Basarabia și Bucovina de Nord, se dezvoltă preferat în regiuni montane pe soluri grase, dar de asemenea pe acele calcaroase, pe nisip calcaros sau marnă, crescând izolată sau în cercuri de vrăjitoare în jurul arborilor, în păduri de foioase și mixte, acolo mai ales sub mesteceni și fagi, din (iunie) iulie până în octombrie.

## Taxonomie

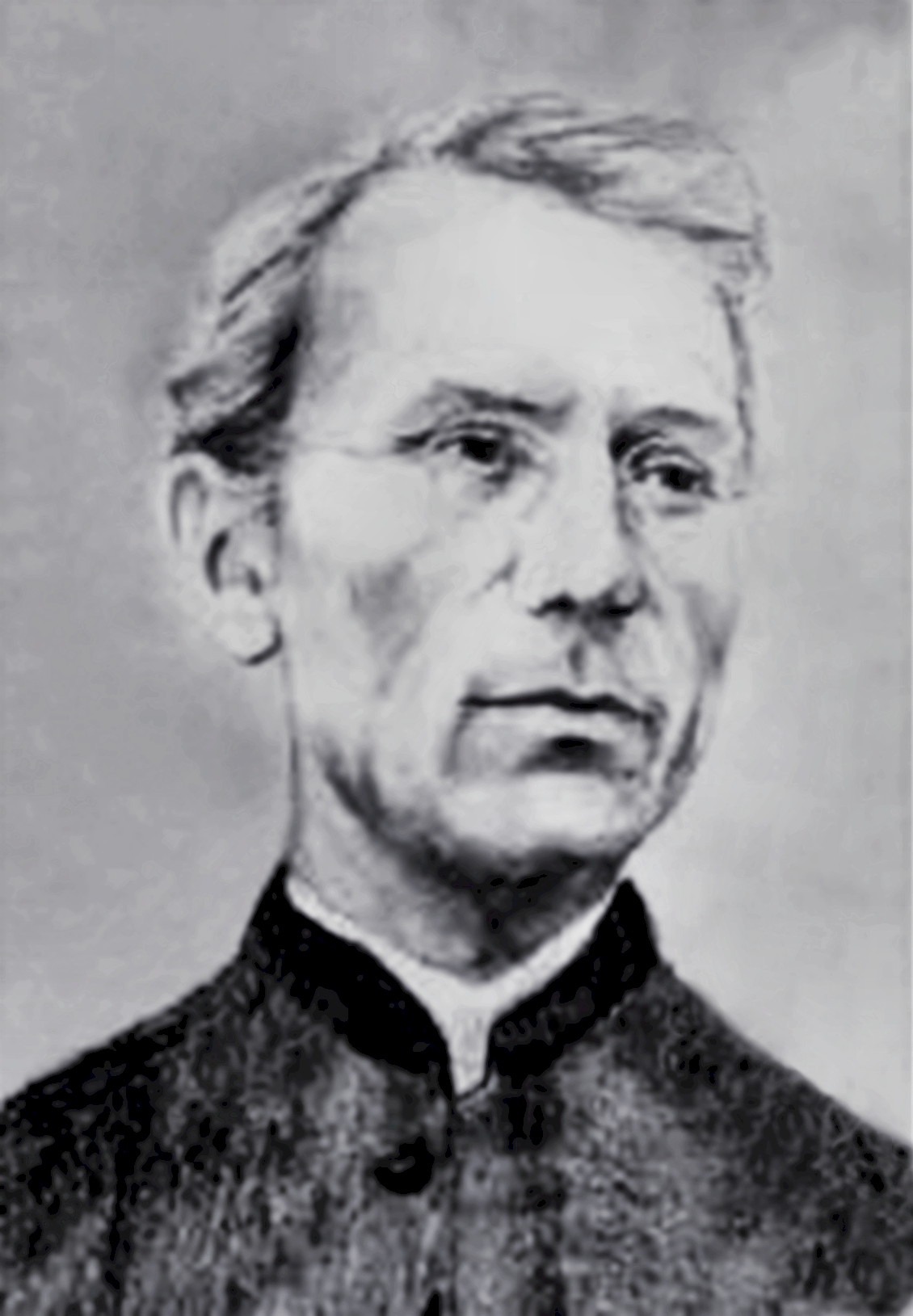
A. Ricken

Numele binomial a fost determinat de renumitul micolog bur Christian Hendrik Persoon drept Clavaria botrytis în lucrarea sa Commentatio de Fungis Clavaeformibus din 1797 și apoi specia a fost transferată corect la genul Ramaria sub păstrarea epitetului de micologul german Adalbert Ricken, de verificat în publicația sa mare Vademecum für Pilzfreunde - Taschenbuch zur bequemen Bestimmung aller in Mittel-Europa vorkommenden ansehnlicheren Pilzkörper din 1918, fiind numele curent valabil (2020).
Pe lângă câtorva variații, soiul a mai fost descris de micologul german Gotthold Hahn (d. 1911) ca Corallium botrytis în cartea sa Der Pilzsammler din 1883 precum de specialistul elvețian în Ramaria Edwin Schild (1927-2014) ca Ramaria inquinata de citit în volumul 58 al jurnalului Zeitschrift für Mykologie din 1992. Toate aceste denumiri sunt acceptate sinonim, dar nu sunt folosite.
Epitetul este derivat din cuvântul latin (latină botryon=ciorchină de struguri (cu și fără boabe) și el la rând din limba greacă veche.

## Descriere

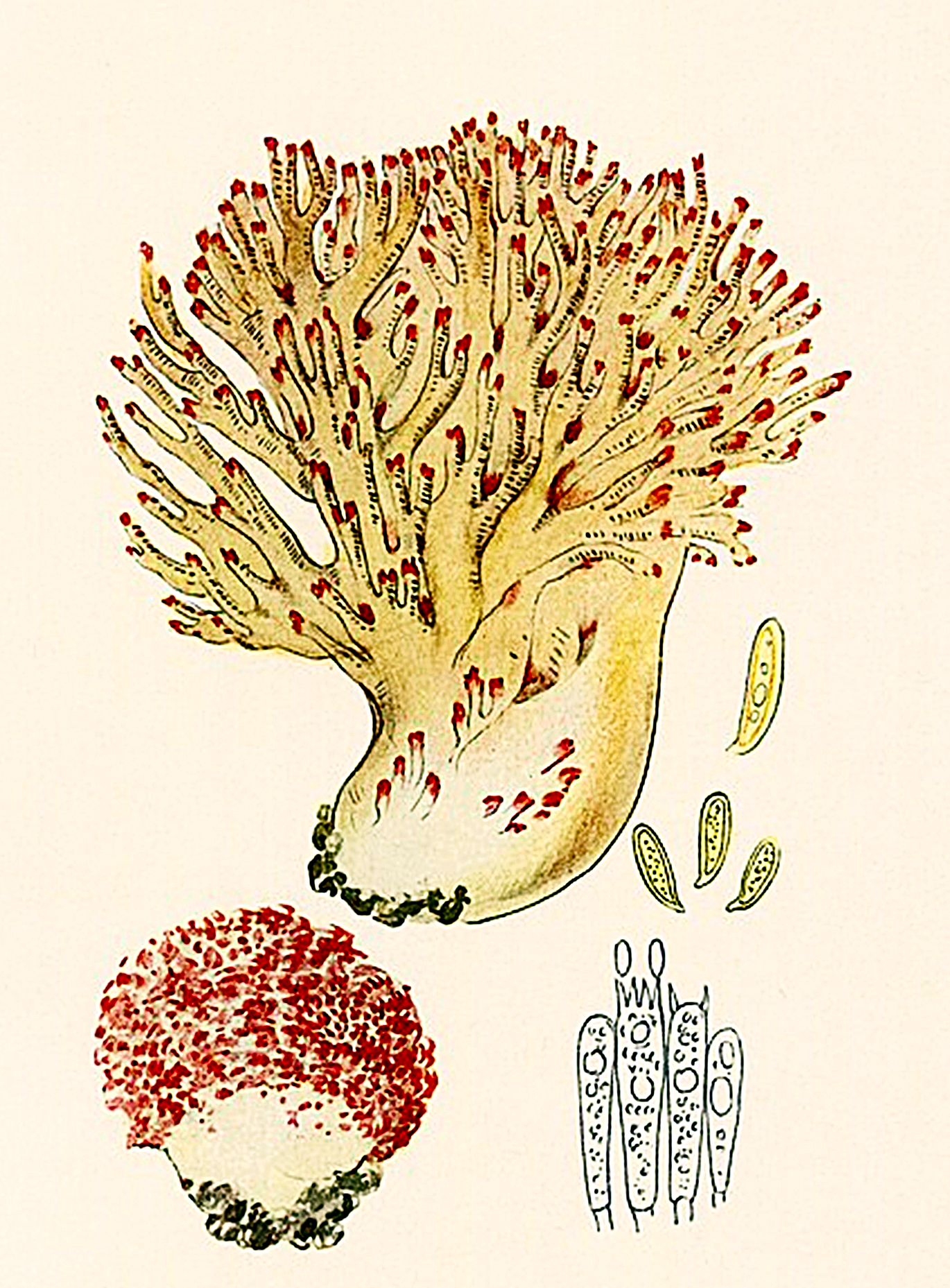
Bres.: Clavaria botrytes

- Corpul fructifer:  este masiv cu un aspect de corali, are o înălțime de 6-17 (20) cm și un diametru de 8-17 (25) cm. El se împarte dintr-un cocean compact, în numeroase ramificații verticale și cilindrice, ușor îndoite, bifurcate de deseori, cărnoase, groase la picior și subțiate treptat către vârf, cu un colorit inițial albicios, schimbând repede spre galben-ocru, adesea cu nuanțe de roz sau chiar roșu de vin pal, în vârstă brun-gălbuie sau brun-verzuie. Vârfurile sunt zimțate sau despicate, viu colorate roșiatec, câteodată și cu tonuri de mov care se decolorează la bătrânețe, preluând culoarea ramificațiilor.
- Trunchiul: este deseori atât de lung cât lat cu un diametru de 4-6 (8) cm, fiind gros, aproape bulbos, cărnos și compact, din care decurg numeroase ramuri. Piciorul, care se subțiază către bază, poate fi de culoare albă sau alb-gălbuie.
- Carnea: este de un alb murdar, în ramuri gălbuie, ceva apoasă, marmorată, compactă și casantă. Mirosul este slab fructuos, gustul fiind plăcut și dulceag.[4][5]
- Caracteristici microscopice: are spori destul de mari de 12-18 x 4-6 microni cu o suprafață aspră și striată, variind în formă de la alungit elipsoidal sau aproape fusiform până la sigmoid (curbat, cum ar fi litera „S”), dar mereu cu baza oblic apiculată. Pulberea lor este ocru-gălbuie. Basidiile de 40-60 x 6-10 microni cu 2-4 sterigme fiecare sunt clavate. Cistidele (elemente sterile situate în stratul himenal sau printre celulele din pielița pălăriei și a piciorului, probabil cu rol de excreție) ceva mai scurte sunt ușor umflate în sus și rotunjite la vârf. Hifele, cuprinzând subhimeniul de 2,5-4,5 µm în diametru, sunt întrețesute, cu pereți subțiri și fibule.[11]

Chiar și specialiști au probleme cu diferențierea buretelui matur ((bătrân) cu alte specii necomestibile sau otrăvitoare ale acestui gen.

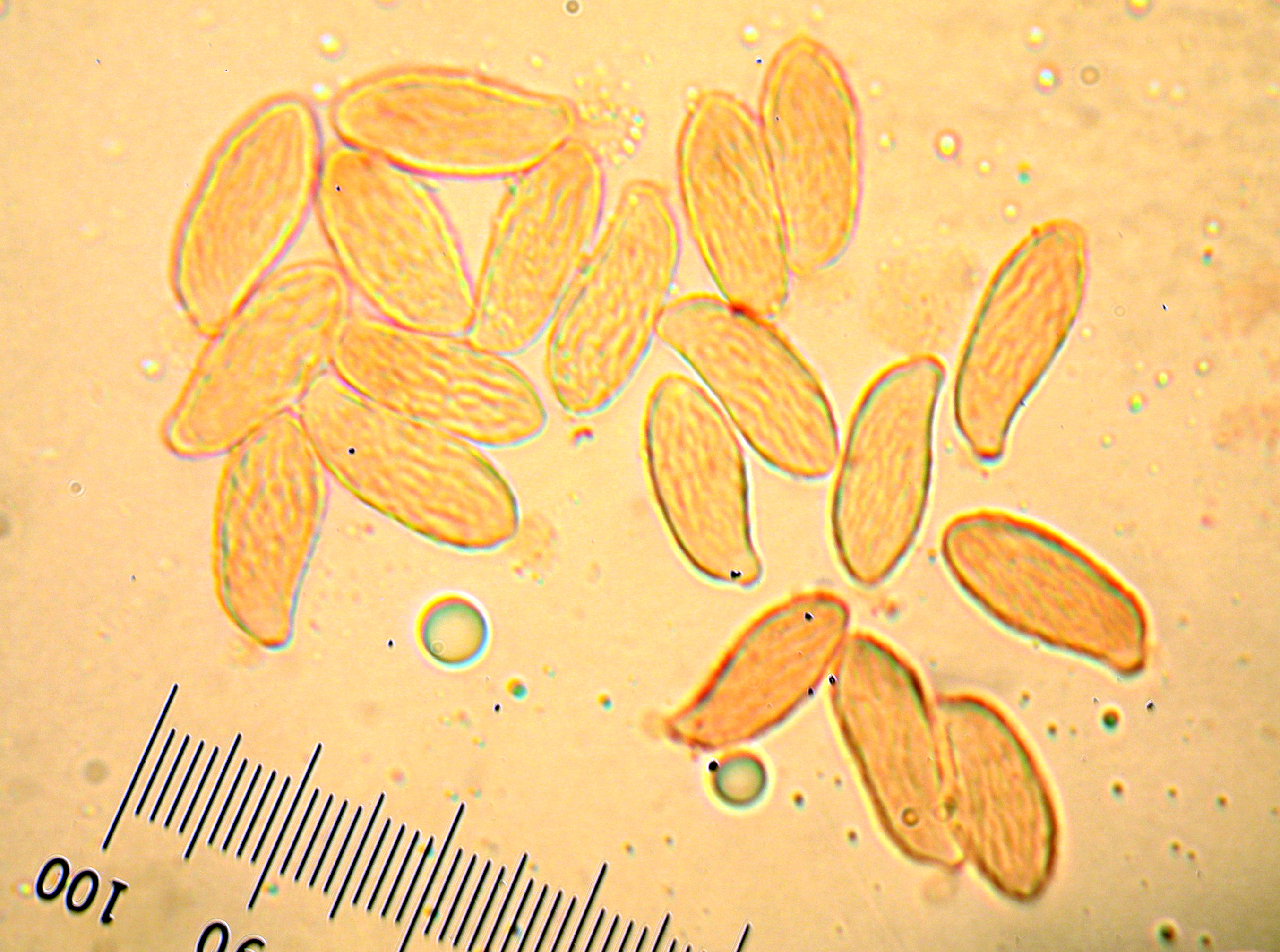
R. botrytis, spori
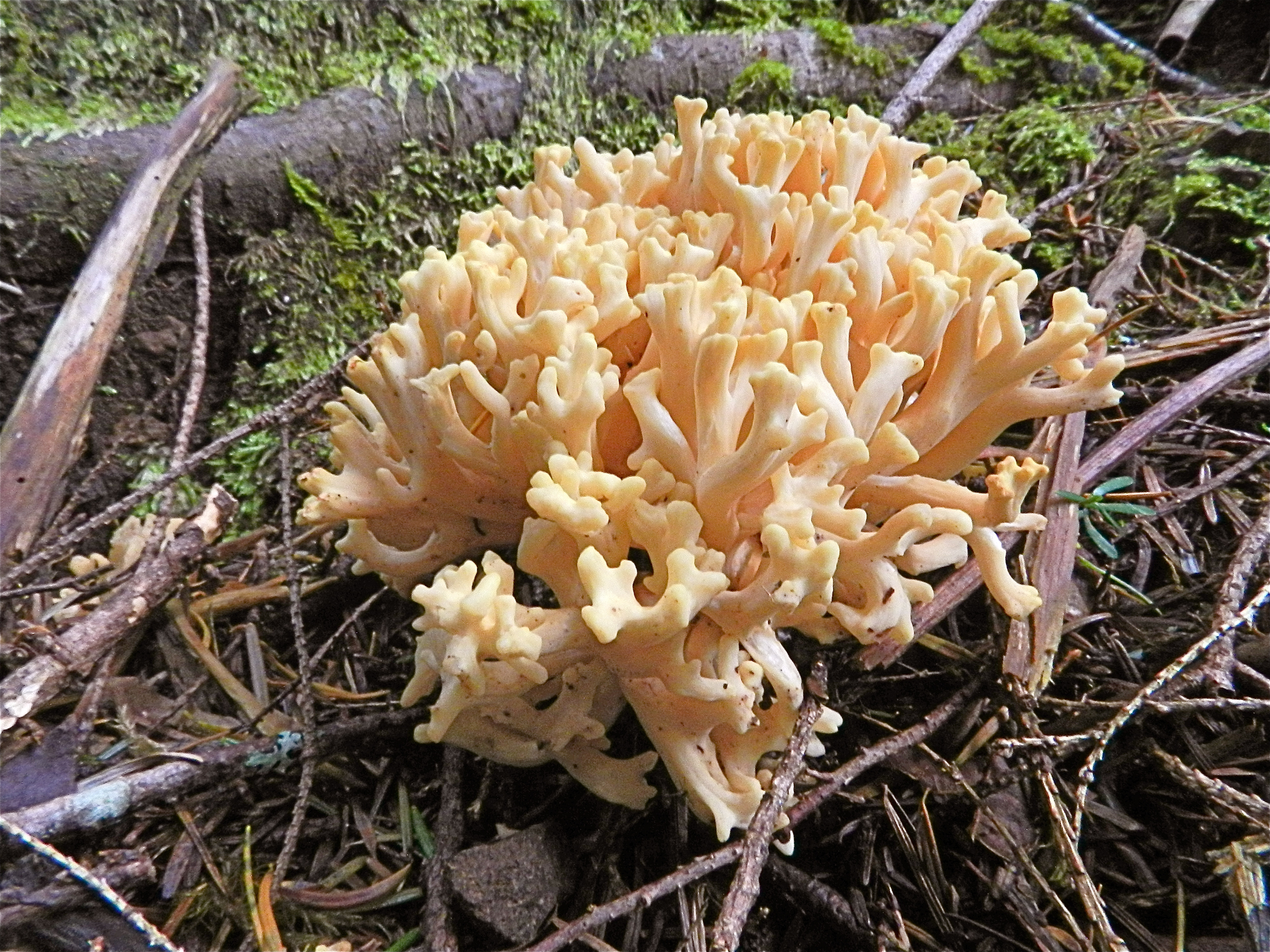
R. botrytis tânără
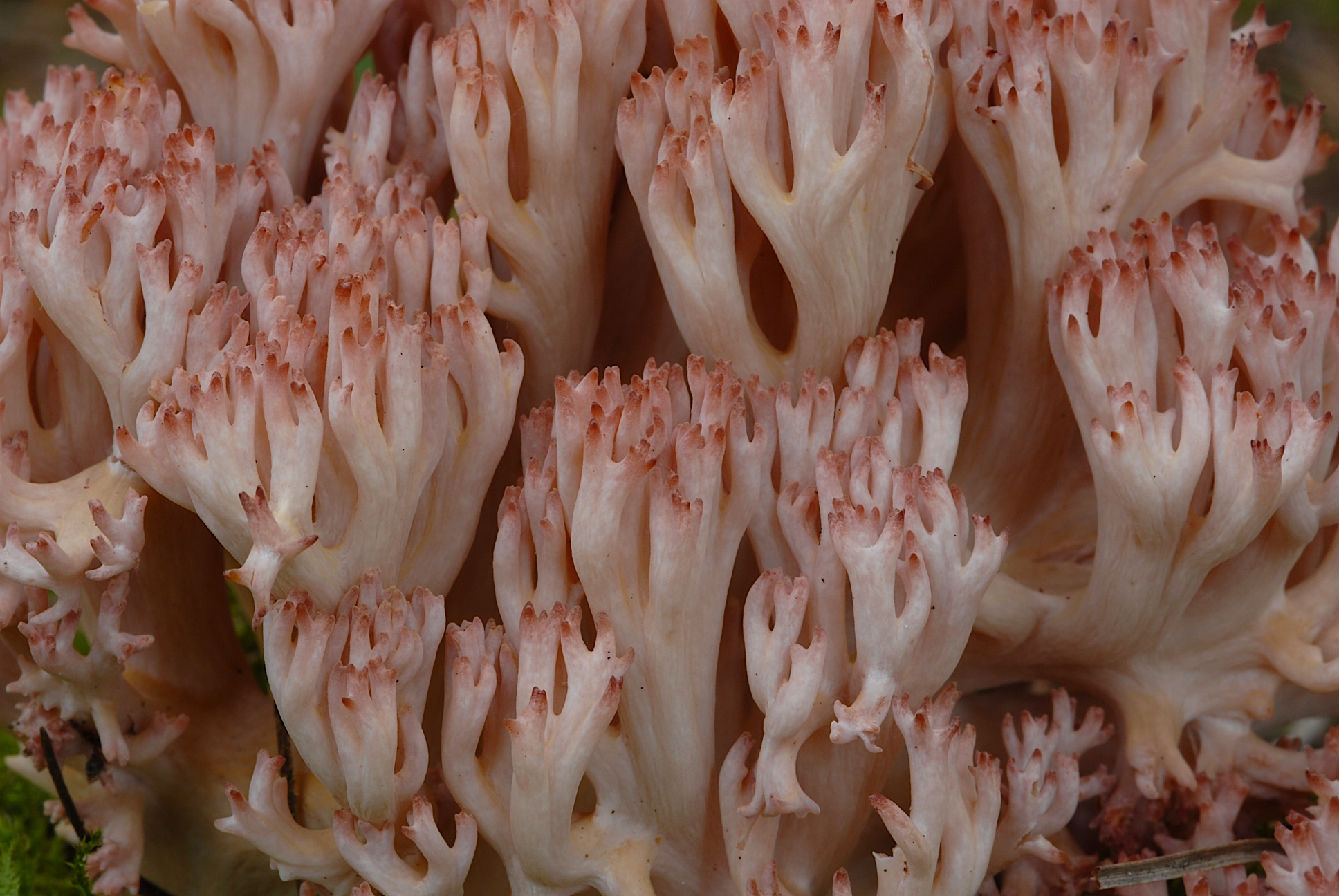
R. botrytis, vârfuri
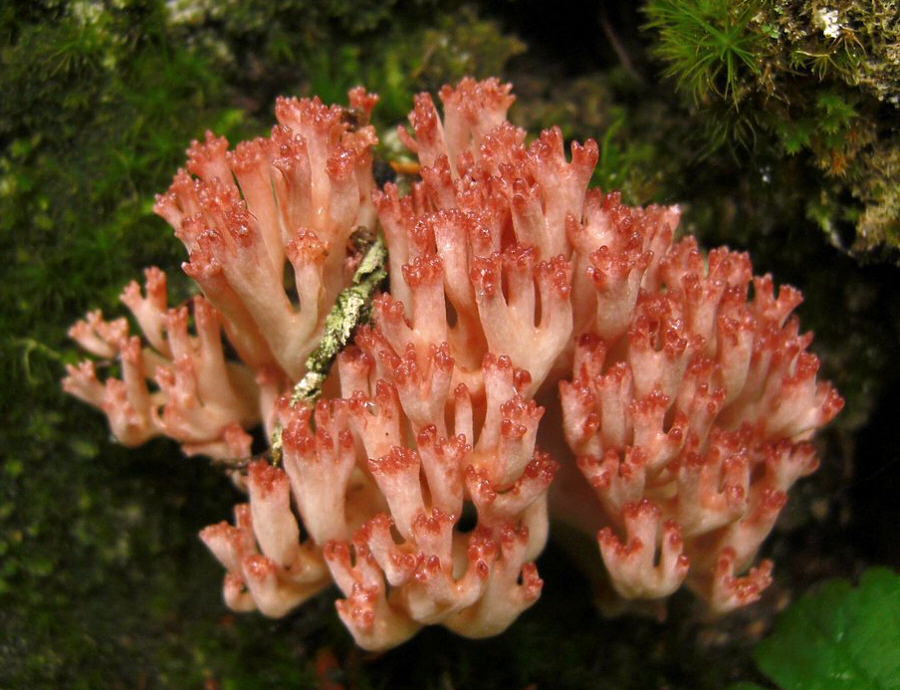
R. botrytis roșcată
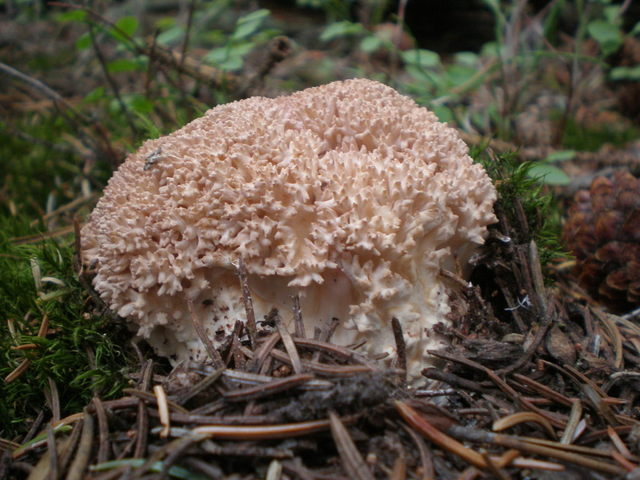
R. botrytis decolorată

## Confuzii
Pieptul găinii poate fi confundat ușor cu specii aceluiași gen, cum sunt: 
| - Ramaria aurantiosiccescens (E. Schild, 1979), (comestibilă) - Ramaria aurea (comestibilă) - Ramaria eumorpha (necomestibilă) - Ramaria fennica (necomestibilă) - Ramaria flaccida (necomestibilă), - Ramaria flava (necomestibilă) - Ramaria flavescens (comestibilă), - Ramaria flavobrunnescens (comestibilă), - Ramaria formosa (otrăvitoare) | - Ramaria gracilis (comestibilă) - Ramaria largentii (comestibilă) - Ramaria obtusissima (comestibilă, puțin gustoasă), - Ramaria ochroclora (comestibilitate nesigură) - Ramaria pallida (otrăvitoare) - Ramaria rufescens (comestibilă), - Ramaria stricta (necomestibilă) - Ramaria testaceoflava (necomestibilă) |

## Specii asemănătoare

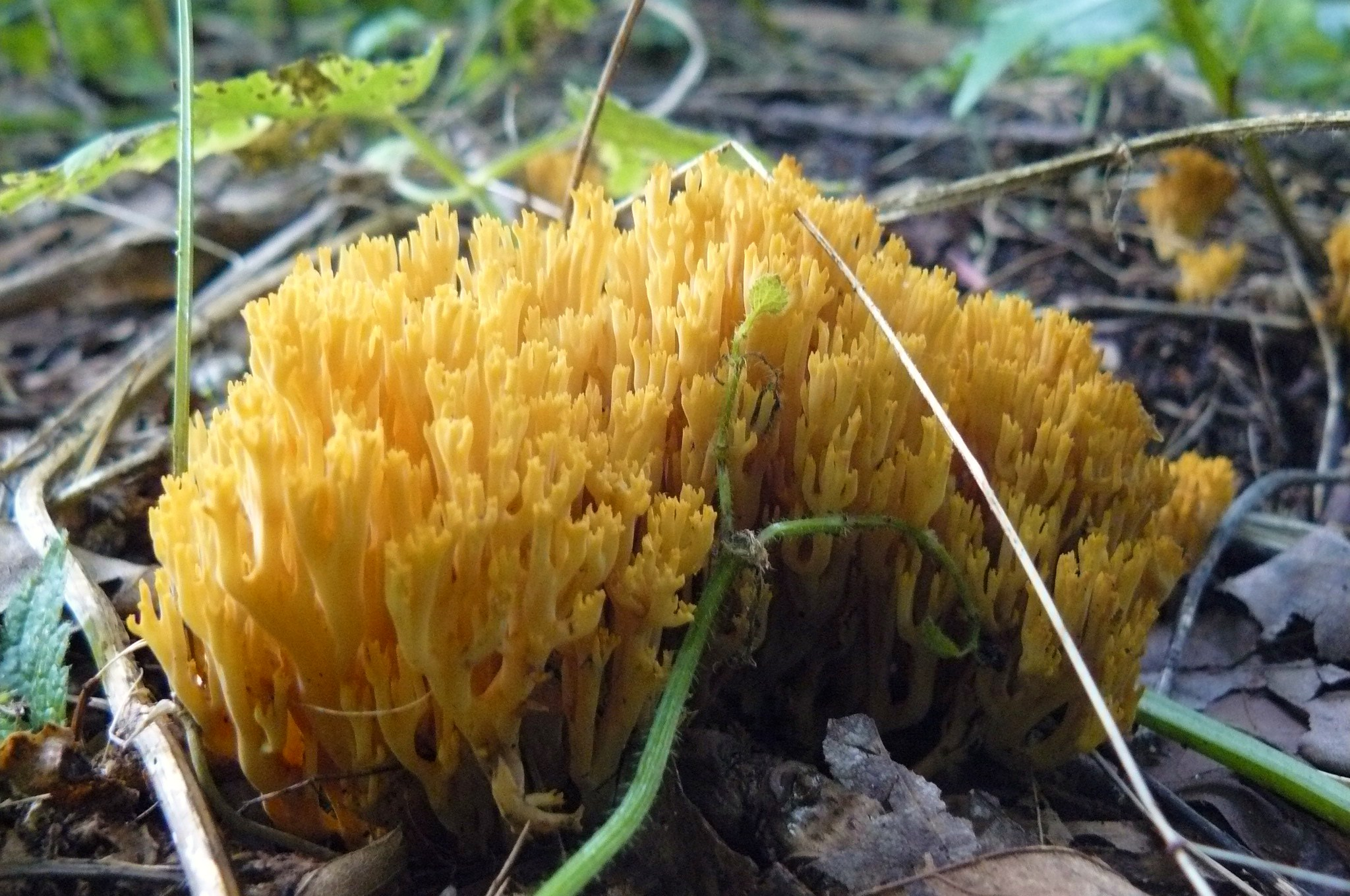
Ramaria aurantiosiccescens
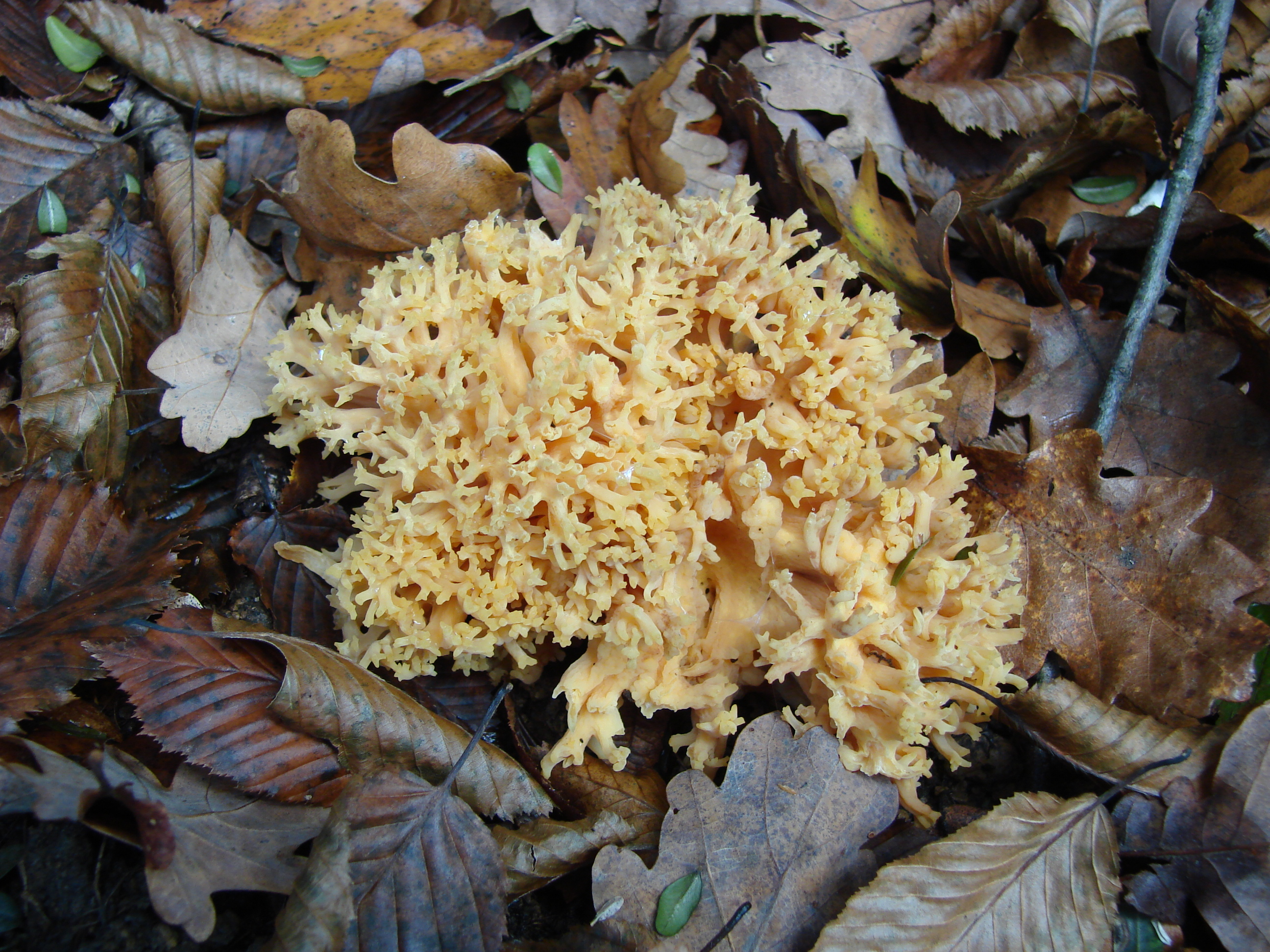
Ramaria aurea
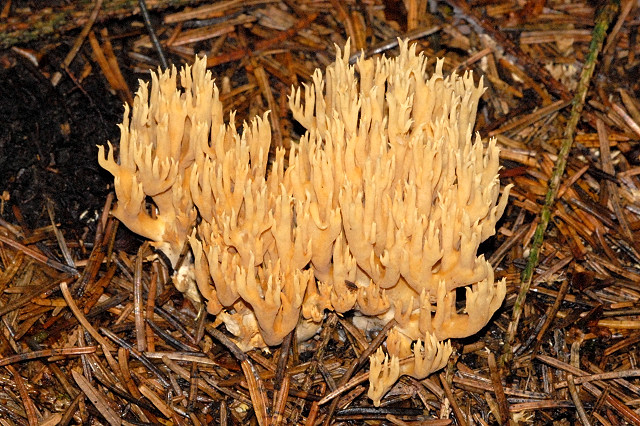
!Ramaria.eumorpha!
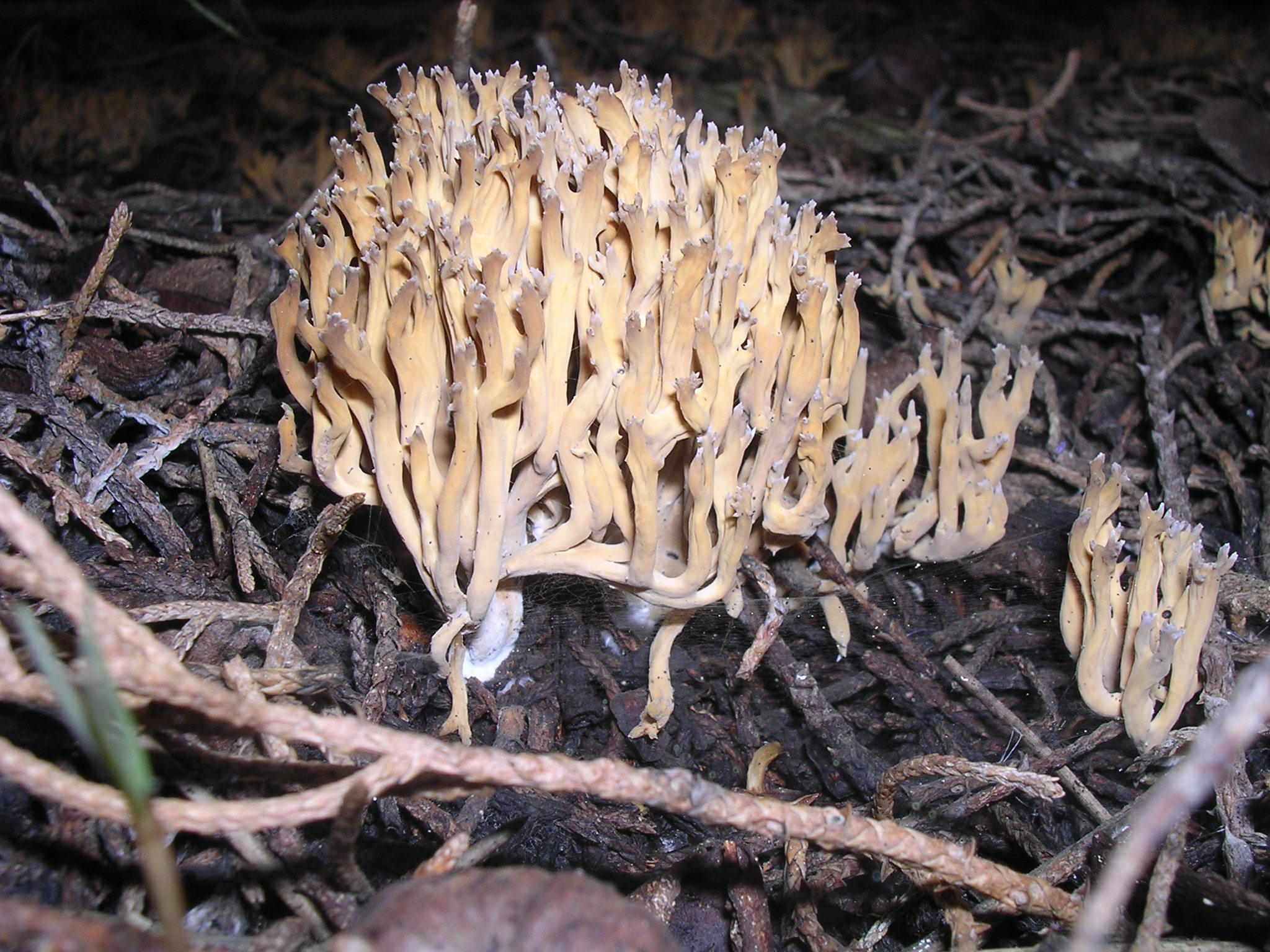
!Ramaria fennica!
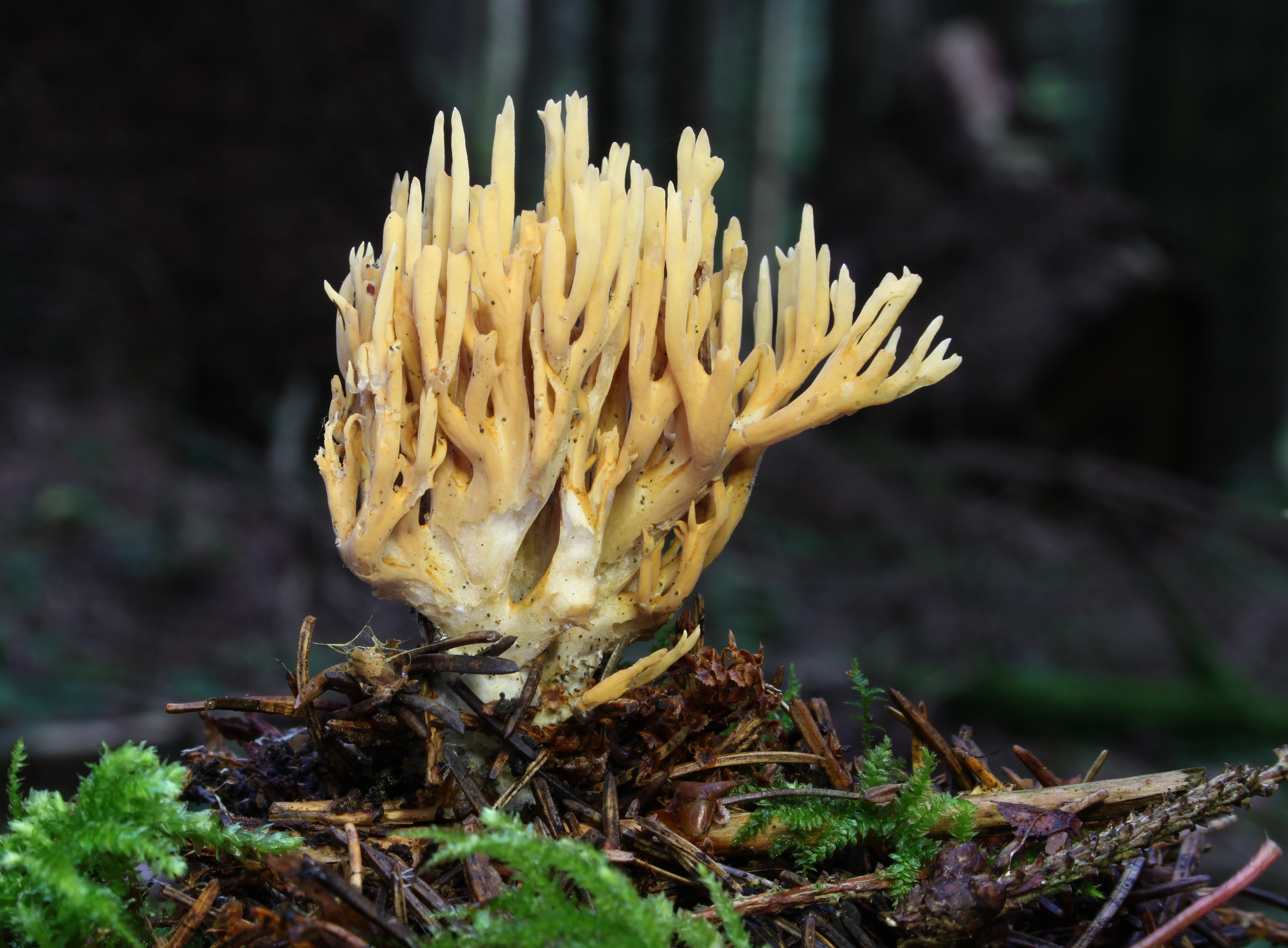
!Ramaria flaccida!
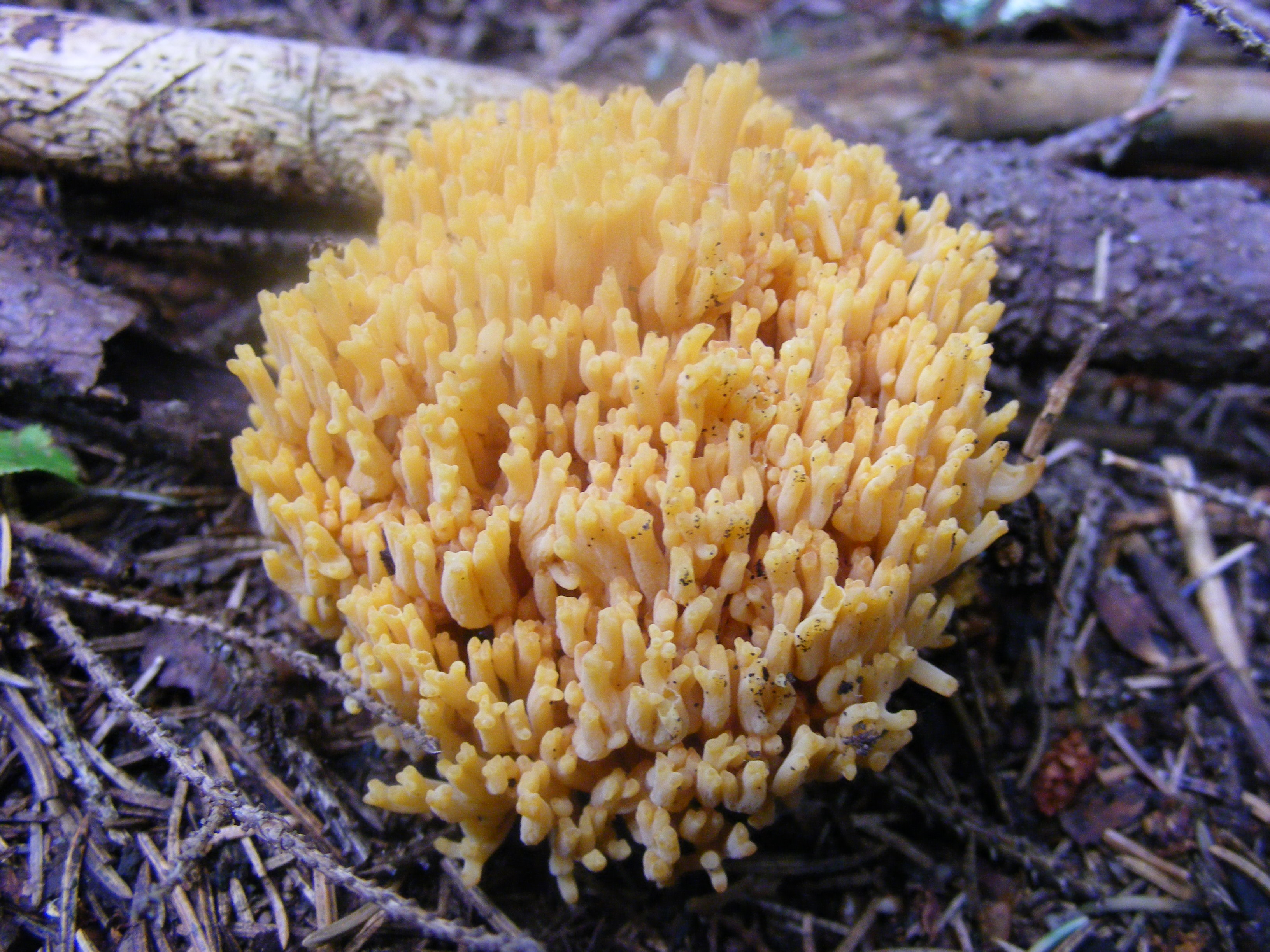
Ramaria flava
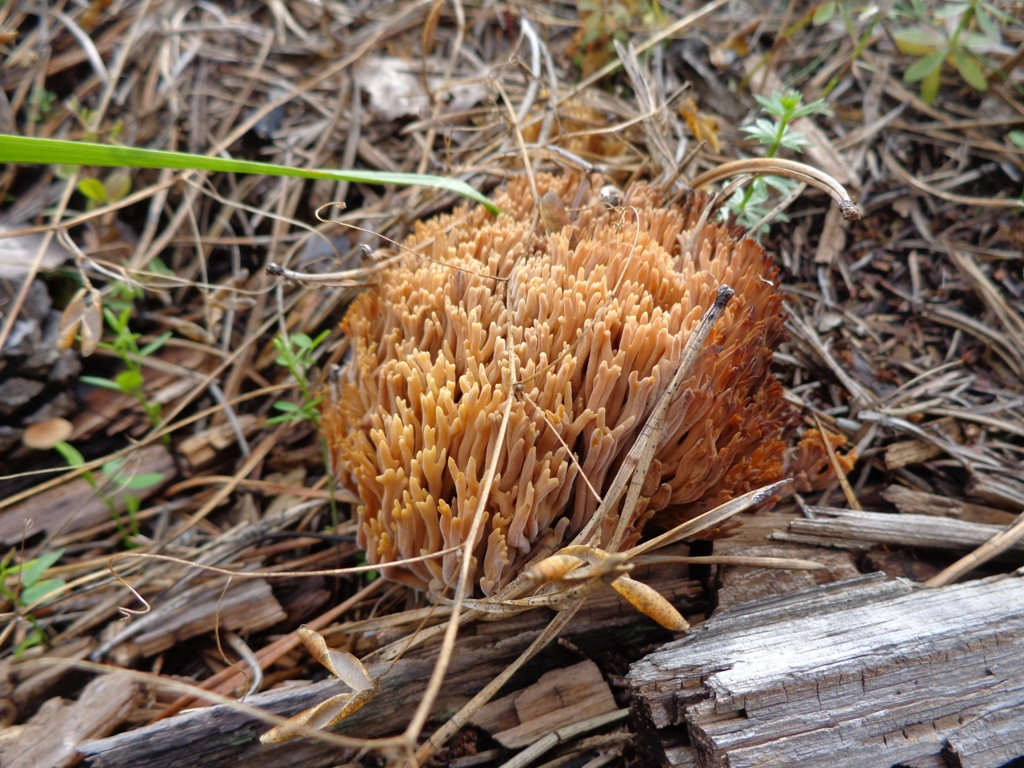
Ramaria flavescens
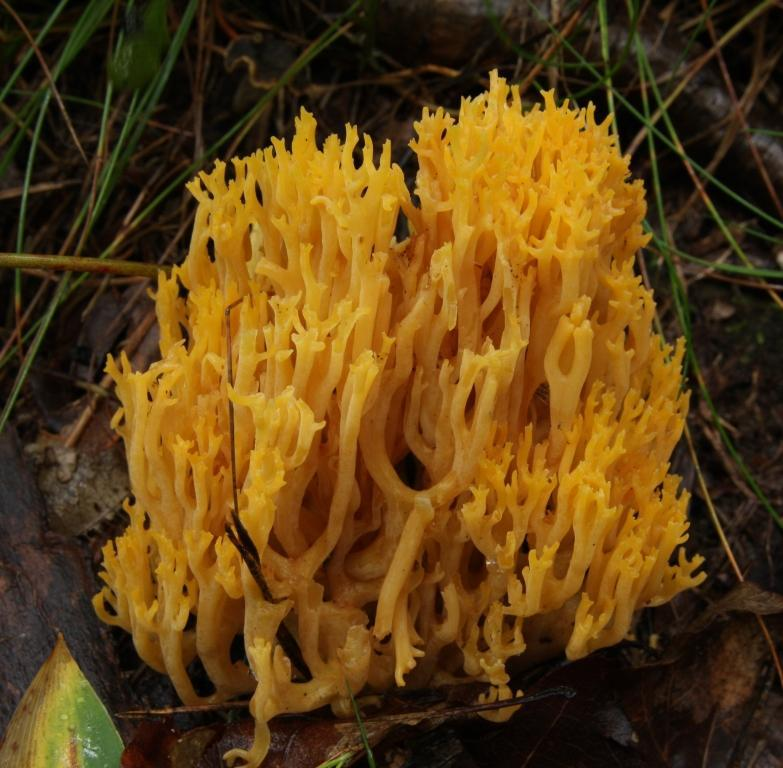
Ramaria flavobrunnescens
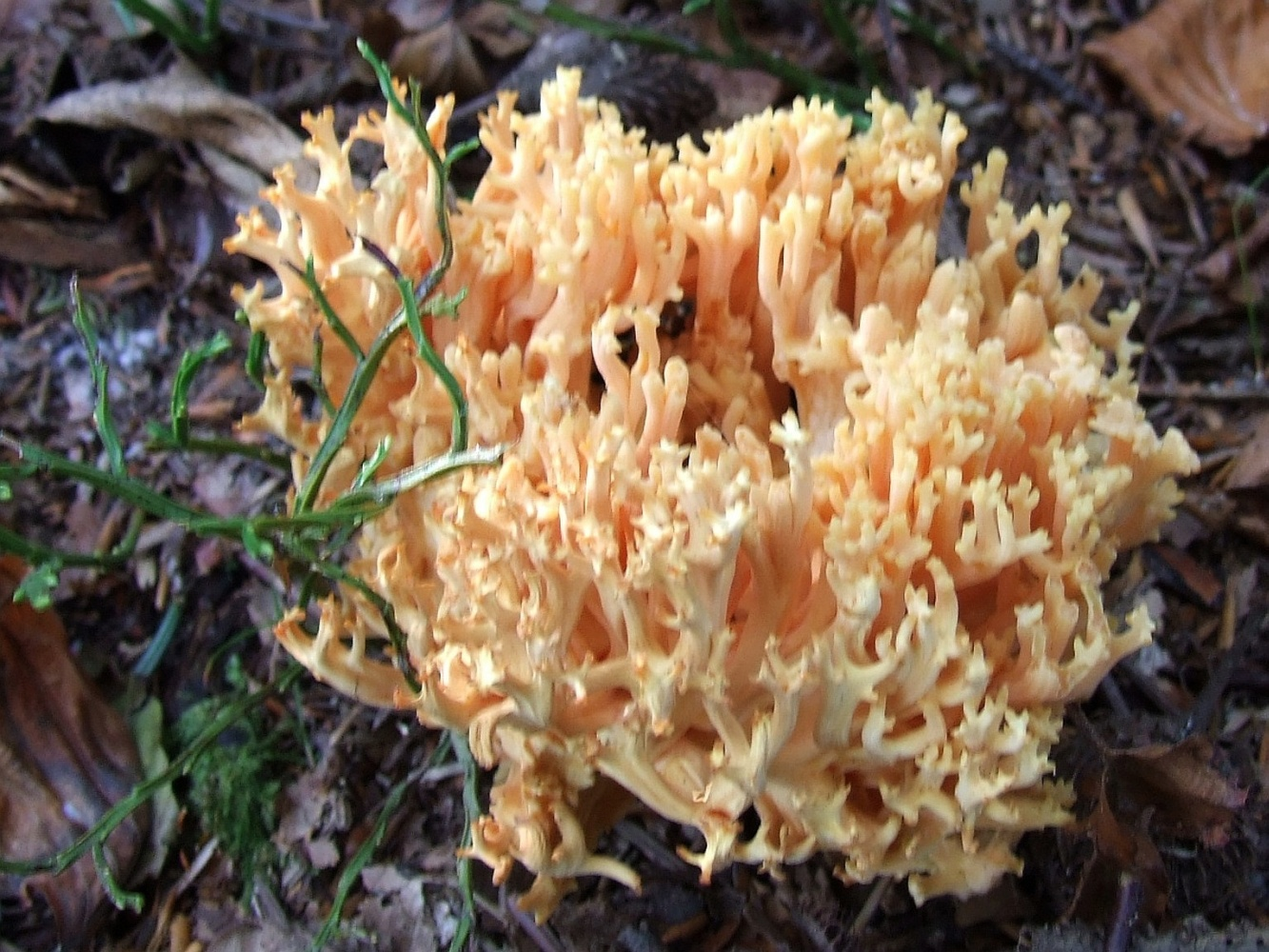
!!Ramaria formosa!!

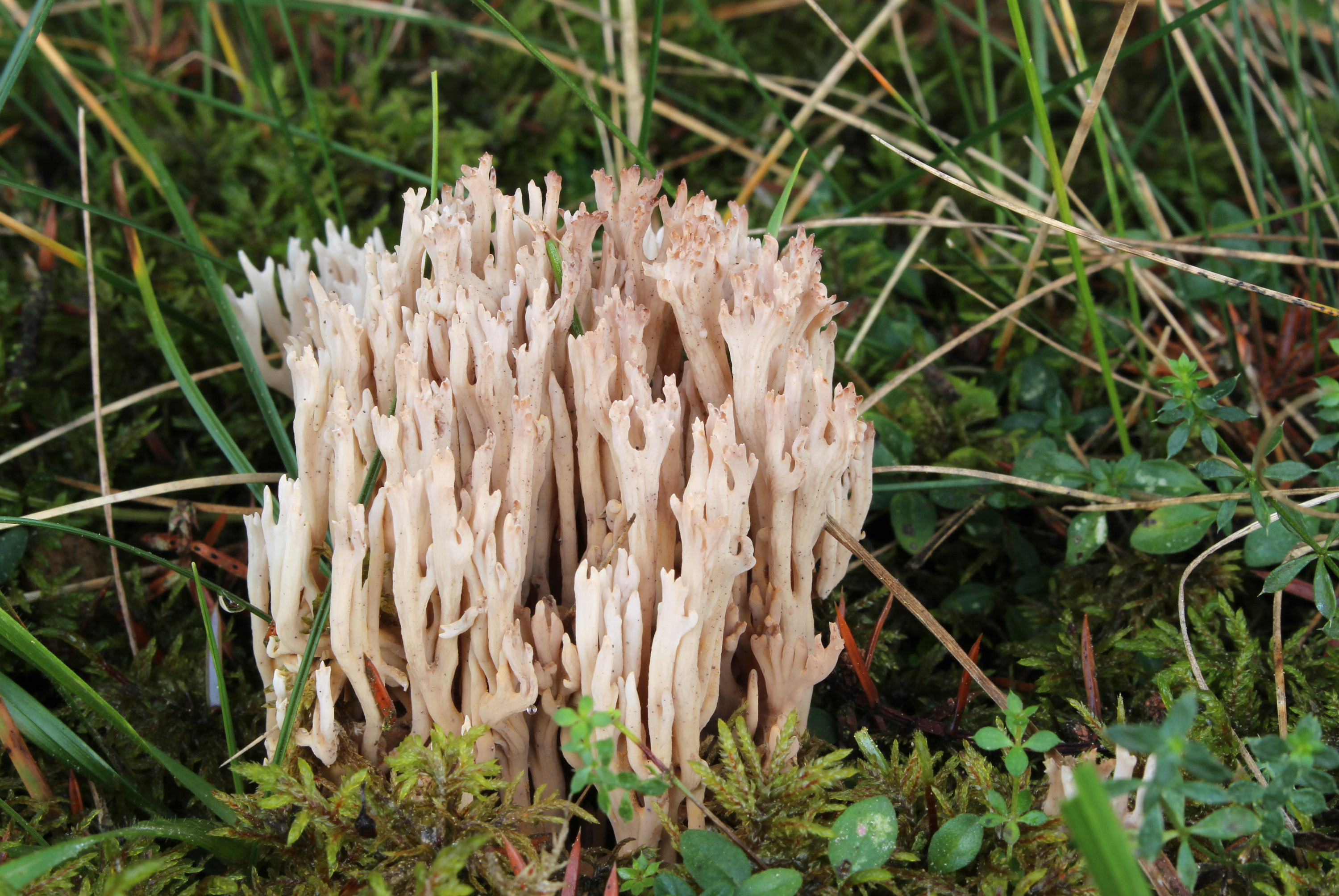
Ramaria gracilis
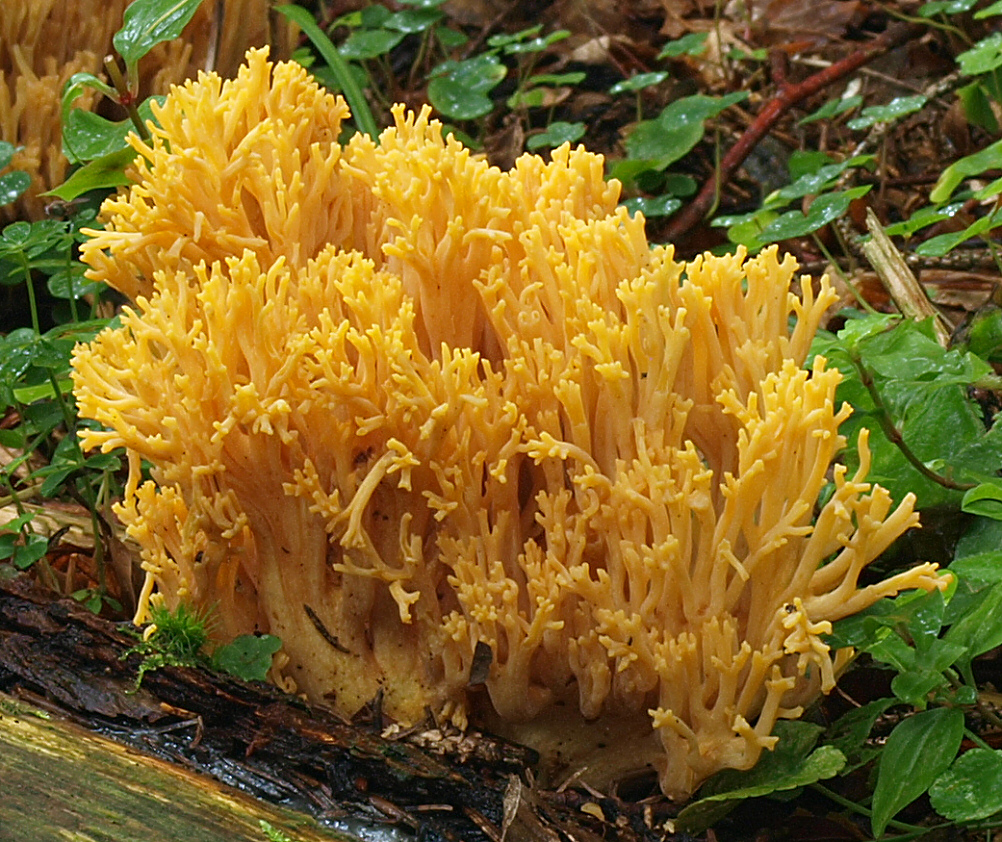
Ramaria largentii
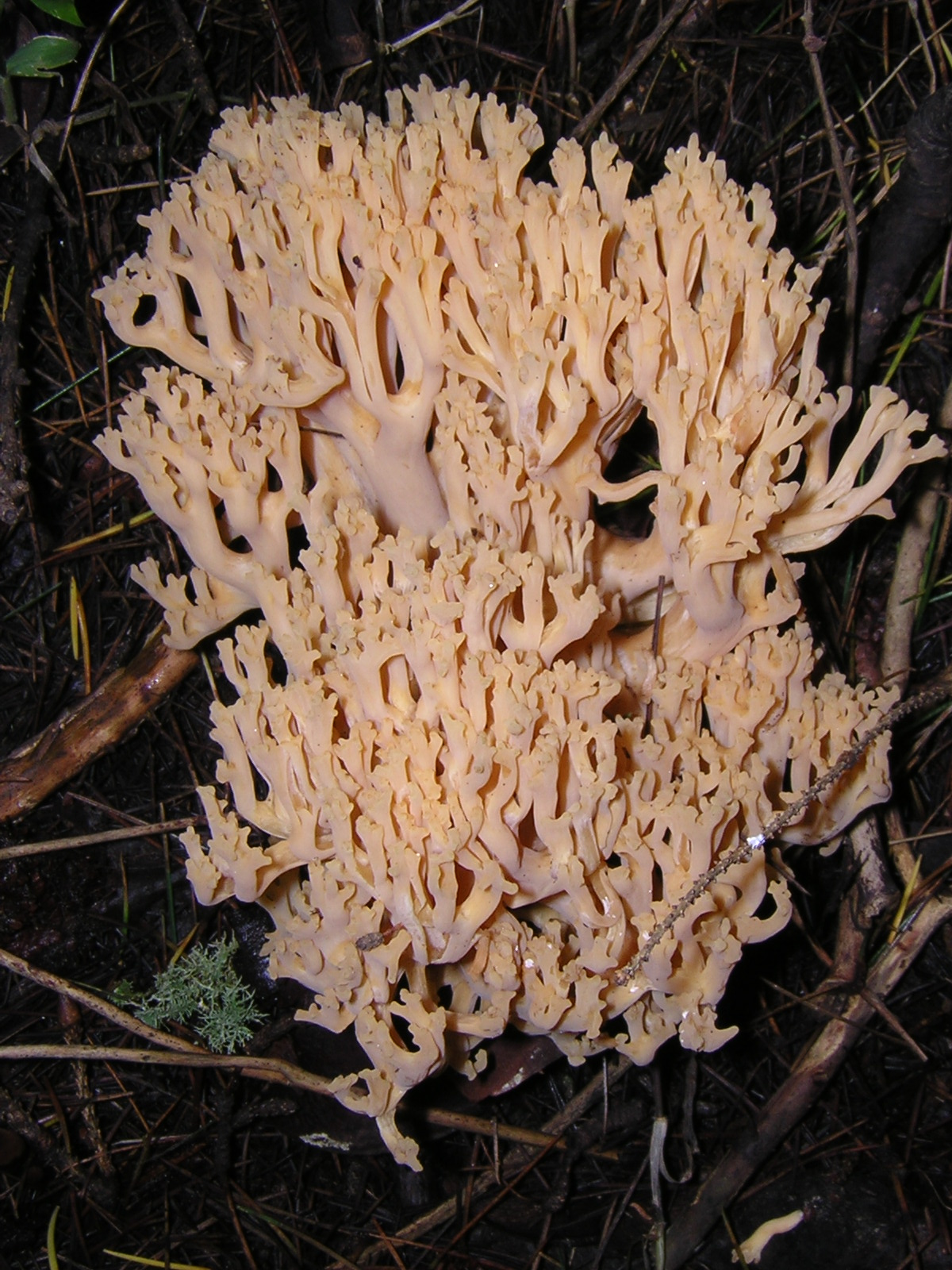
Ramaria obtusissima
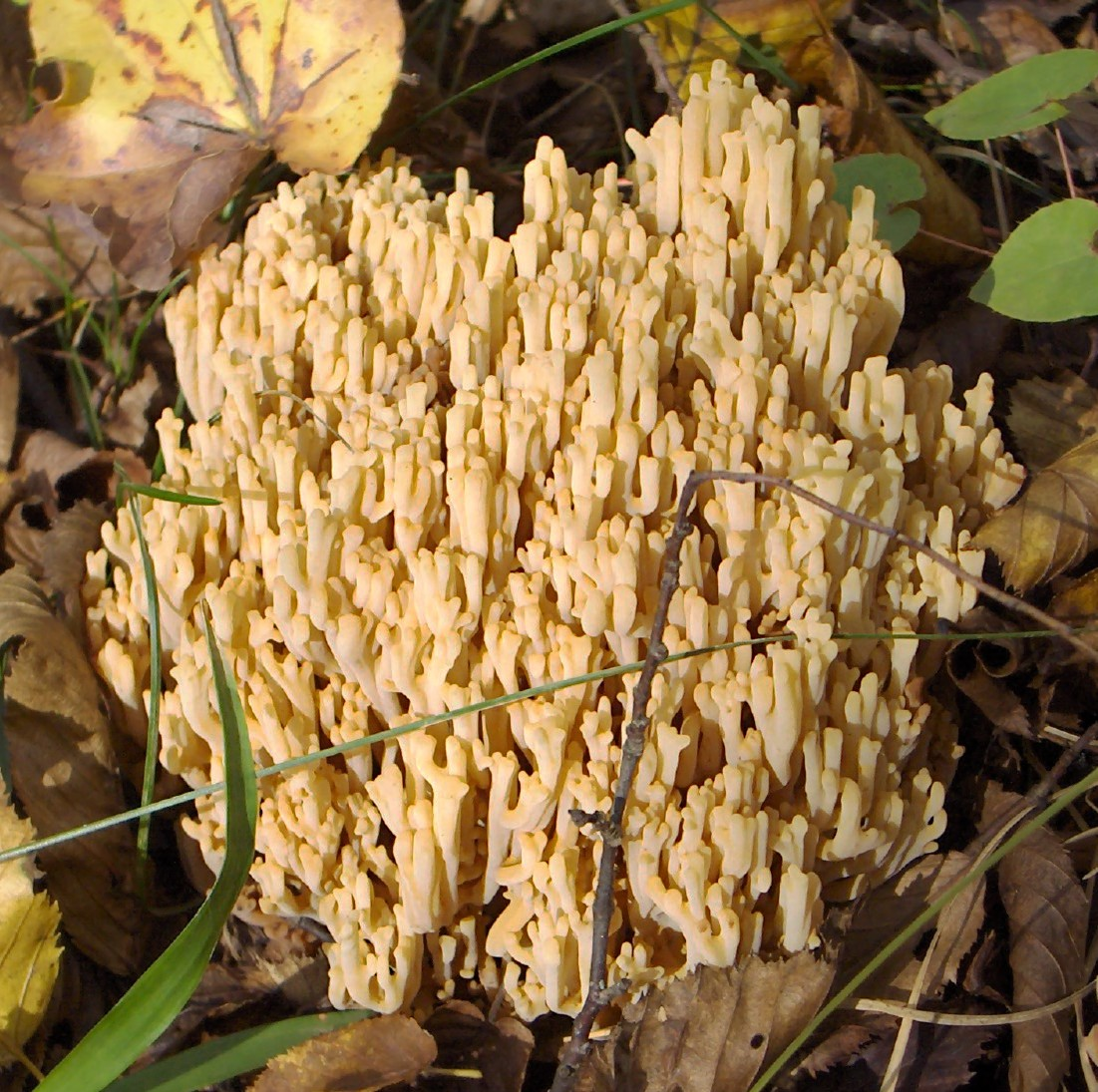
!!Ramaria pallida!!
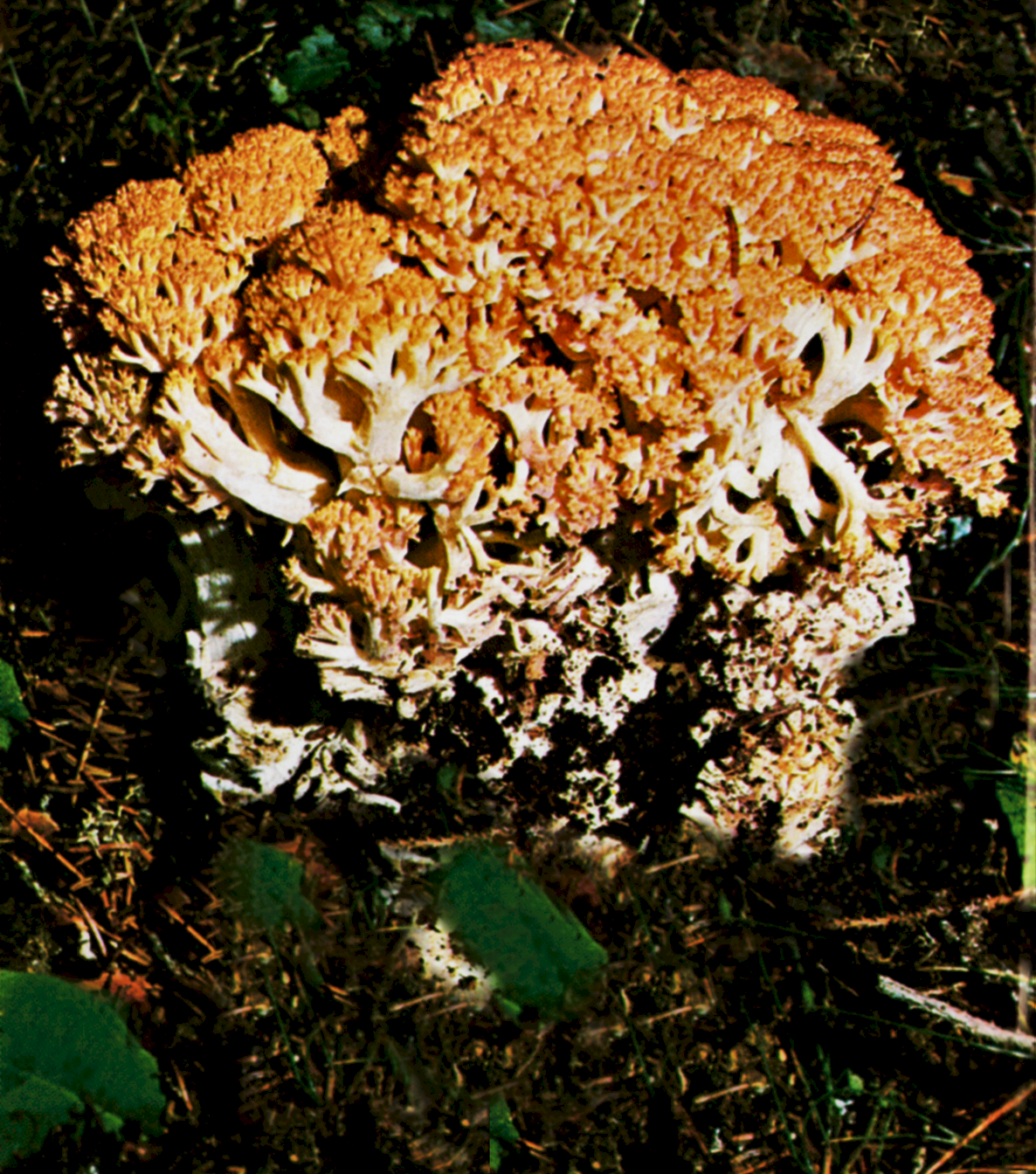
Ramaria rufescens
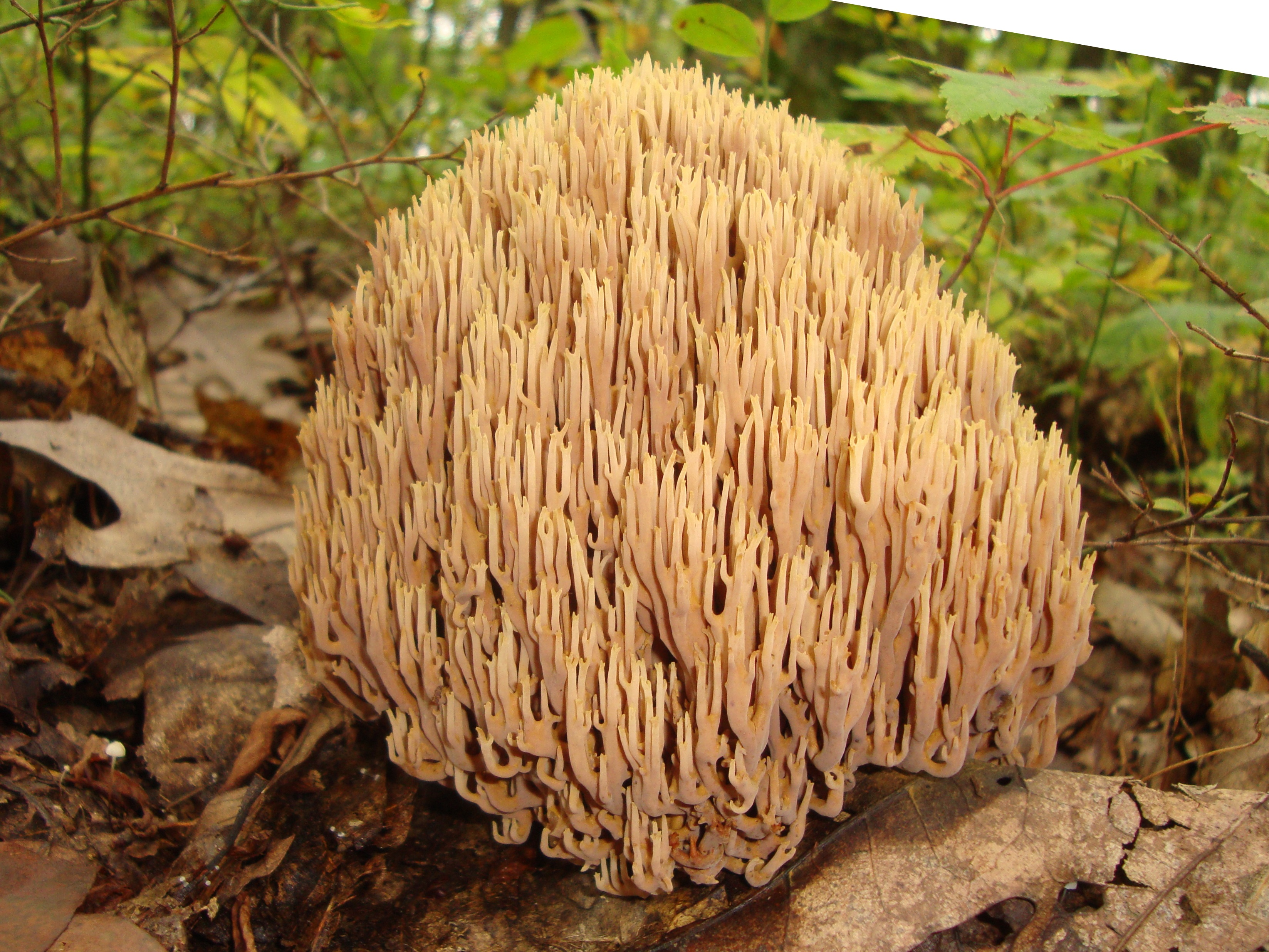
!Ramaria stricta!
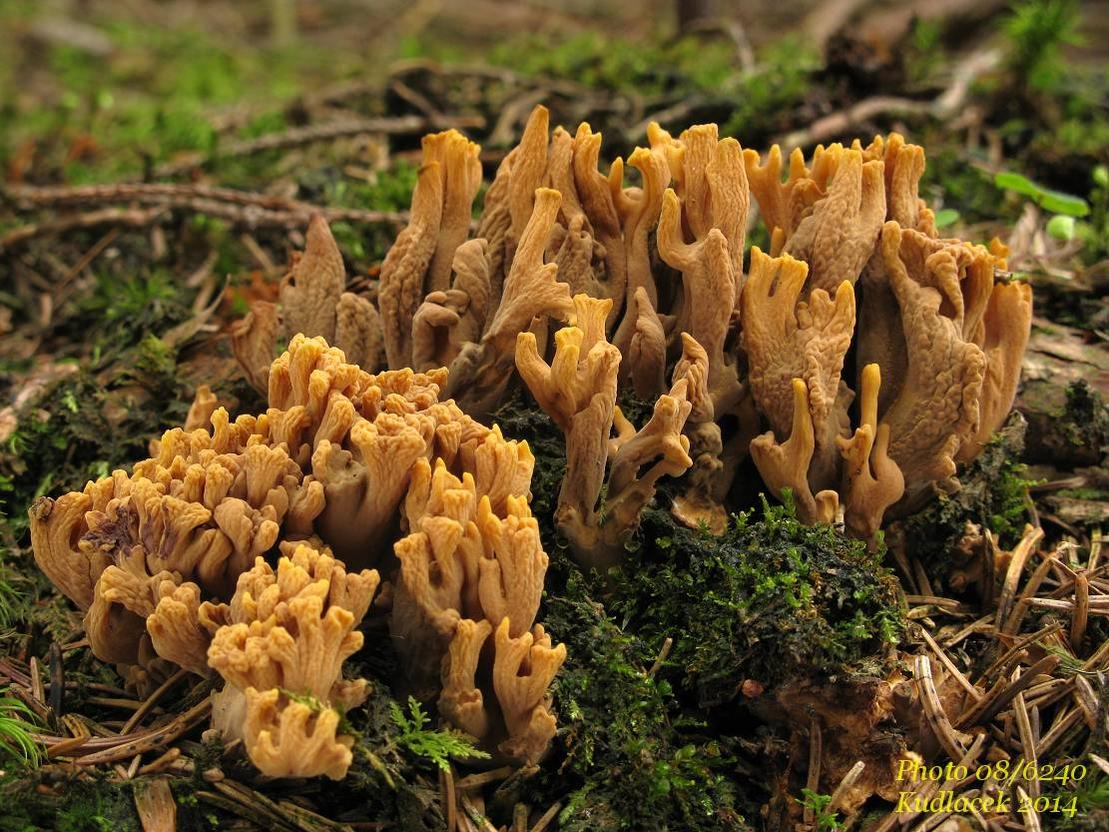
!Ramaria testaceoflava!

## Valorificare
Brânca ursului este cel mai gustos soi din genul Ramaria. Se recomandă de a folosii mereu ciuperci tinere. Buretele se potrivește ca adăugare la mâncăruri de ciuperci cu zbârciogi și crețuște sau cu praz respectiv creier de porc sau vițel. Împreună cu alte ciuperci el se folosește și pentru sosuri de vânat, mai departe poate fi uscat și făcut praf, conservat sub formă de murătură, (atât în combinație cu legume cât și ca atare) sau ca mulți bureți în ulei sau oțet. Se recomandă strict numai consumul de ciuperci tinere, pentru că  devin în vârstă apoase, provocând atunci deseori tulburări gastrointestinale (dar fără ca ciuperca este declarată a fi toxică). Și o fierbere prelungită nu elimină elementele insuficient digerabile.